# Crystal Palace National Sports Centre
Crystal Palace National Sports Centre – stadion lekkoatletyczny w Londynie, zbudowany w 1964 w miejscu starego obiektu, na którym w latach 1895–1914 rozgrywano mecze finałowe Pucharu Anglii. Od 1999 odbywają się na nim corocznie mityngi lekkoatletyczne London Grand Prix, znajdujące się w kalendarzu diamentowej ligi. Stadion gościł także lekkoatletyczny Puchar Świata w 1994 roku.

## Mecze finałowe Pucharu Anglii na stadionie Crystal Palace

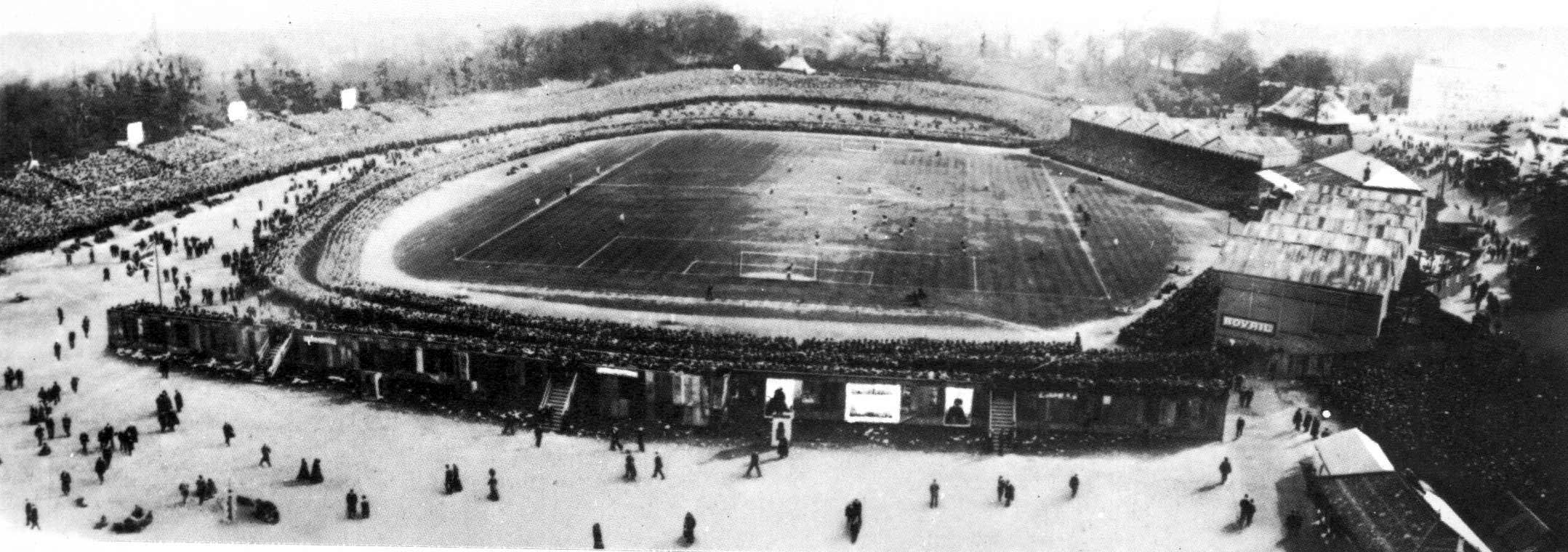
Stadion Crystal Palace podczas finału Pucharu Anglii w 1905 roku.

| Rok      | Widzów  | Zwycięzca               |   | Finalista               |   | Uwagi                          |
| -------- | ------- | ----------------------- | - | ----------------------- | - | ------------------------------ |
| 1895     | 42 560  | Aston Villa             | 1 | West Bromwich Albion    | 0 |                                |
| 1896     | 48 036  | Sheffield Wednesday     | 2 | Wolverhampton Wanderers | 1 |                                |
| 1897     | 65 891  | Aston Villa             | 3 | Everton                 | 2 |                                |
| 1898     | 62 017  | Nottingham Forest       | 3 | Derby County            | 1 |                                |
| 1899     | 73 833  | Sheffield United        | 4 | Derby County            | 1 |                                |
| 1900     | 68 945  | Bury                    | 4 | Southampton             | 0 |                                |
| 1901     | 110 802 | Tottenham Hotspur       | 2 | Sheffield United        | 2 | 3:1 w powtórce na Burnden Park |
| 1902     | 76 914  | Sheffield United        | 1 | Southampton             | 1 |                                |
| Powtórka | 33 050  | Sheffield United        | 2 | Southampton             | 0 |                                |
| 1903     | 64 000  | Bury                    | 6 | Derby County            | 0 |                                |
| 1904     | 61 734  | Manchester City         | 1 | Bolton Wanderers        | 0 |                                |
| 1905     | 101 117 | Aston Villa             | 2 | Newcastle United        | 0 |                                |
| 1906     | 75 609  | Everton                 | 1 | Newcastle United        | 0 |                                |
| 1907     | 84 584  | Sheffield Wednesday     | 2 | Everton                 | 1 |                                |
| 1908     | 74 967  | Wolverhampton Wanderers | 3 | Newcastle United        | 1 |                                |
| 1909     | 67 651  | Manchester United       | 1 | Bristol City            | 0 |                                |
| 1910     | 76 980  | Newcastle United        | 1 | Barnsley                | 1 | 1:0 w powtórce na Old Trafford |
| 1911     | 69 098  | Bradford City           | 0 | Newcastle United        | 0 |                                |
| 1912     | 54 434  | Barnsley                | 0 | West Bromwich Albion    | 0 | 1:0 w powtórce na Bramall Lane |
| 1913     | 120 028 | Aston Villa             | 1 | Sunderland              | 0 |                                |
| 1914     | 72 778  | Burnley                 | 1 | Liverpool               | 0 |                                |